# Kaare Andrews
Kaare Kyle Andrews (né à Saskatoon) est un dessinateur, scénariste de comics et réalisateur canadien connu pour ses travaux chez Marvel Comics, notamment ses couvertures de Hulk et Iron Fist. Tout en continuant à dessiner pour Marvel, il se diversifie à partir de la fin des années 2000 dans le cinéma. Il a réalisé deux longs-métrages, Altitude (2010) et Cabin Fever: Patient Zero (2014) ainsi qu'un segment de l'anthologie The ABCs of Death.

## Filmographie
- 2010 : Altitude
- 2012 : « V is for Vagitus », dans The ABCs of Death
- 2014 : Cabin Fever: Patient Zero
- 2020 : Sniper : Assassin's End

## Récompense
- 2005 : prix Joe Shuster du meilleur dessinateur Docteur Octopus : Année 1